# Scetavajasse
Scetavajasse (in napoletano: sceta = "sveglia" + vajasse = "serve, domestiche") è uno strumento della musica popolare dell'Italia meridionale, costituito nella forma più tipica da due bastoncini di legno, di cui uno liscio e l'altro dentellato, eventualmente con una serie di piattini metallici sul lato opposto alla dentellatura. Lo sfregamento del secondo bastone sul primo (usualmente tenuto con la mano sinistra da un capo e l'altro capo che poggia sulla spalla), provoca il caratteristico suono.
Si accompagna generalmente ad altri strumenti quali il putipù e il triccheballacche.